# Reial Foneria de Sant Sebastià de la Muga
La Reial Foneria de Sant Sebastià de la Muga (en castellà, Real Fundición de Hierro Colado de San Sebastiàn de la Muga) va ser una foneria que es trobava dins del terme de Sant Llorenç de la Muga, concretament, prop de la capella de Sant Sebastiá, de la qual pren el nom. És considerat el primer alt forn dedicat a la producció de ferro de fosa a Catalunya,
Actualment les seves restes es troben sota les aigües del pantà de Darnius Boadella
Va ser una iniciativa de Pere Grau Balló i París (1721-1780) qui el 1766 obtingué autorització reial per a explorar i explotar les mines de ferro del terme de Sant Llorenç de la Muga. La construcció de l'edifici es va dur a terme entre els anys 1768 i 1771 i va començar a produir el 1773 Sembla que la ma d'obra especialitzada procedia en gran part de la regió francesa del Perigord.
La foneria es va orientar vers la producció d'armament i munició (projectils d'artilleria) sota control de la Secretaria de Guerra i sota la direcció de l'enginyer suís Jean Maritz (director de les foneries militars). Altres personatgess clau en la posada en funcionament de la foneria van ser Louis Brocard, persona de confiança de Maritz, i Francisco Juan del Rey. La producció es transportava tot seguit a la ciutadella de Roses i servia per a proveir l'exèrcit.
Durant la Guerra Gran va esdevenir objectiu militar i fou ocupada i destruïda pel general francès Pierre François Charles Augereau i les seves tropes, en la Batalla de Sant Llorenç de la Muga, (1794)
La Reial foneria ja no va recuperar mai més la seva activitat. El 1835 els terrenys on es trobava van ser venuts en subhasta pública. Arran de la construcció del pantà de Darnius-Boadella, inaugurat el 1969 les restes de la foneria van ser cobertes per les aigües.